# 網紋多紀魨
網紋多紀鲀，为輻鰭魚綱魨形目四齒魨亞目四齒鲀科的一種。

## 分布
本魚分布于西北太平洋區，包括日本、韓國、中國東海等海域。

## 特徵
本魚體呈圓筒形，被覆由鱗片特化的細棘；口小。尾鰭截形，背鰭軟條15至16枚；臀鰭軟條13至15枚，體長可達29公分。

## 生態
本魚游動緩慢，受驚嚇時會吸入大量空氣或水，將魚體鼓脹成圓球狀，以嚇退掠食者，屬肉食性，以小型底棲動物為食。

## 經濟利用
非食用魚，內臟和血液有河豚毒素。